# Wendy Brown (Politikwissenschaftlerin)

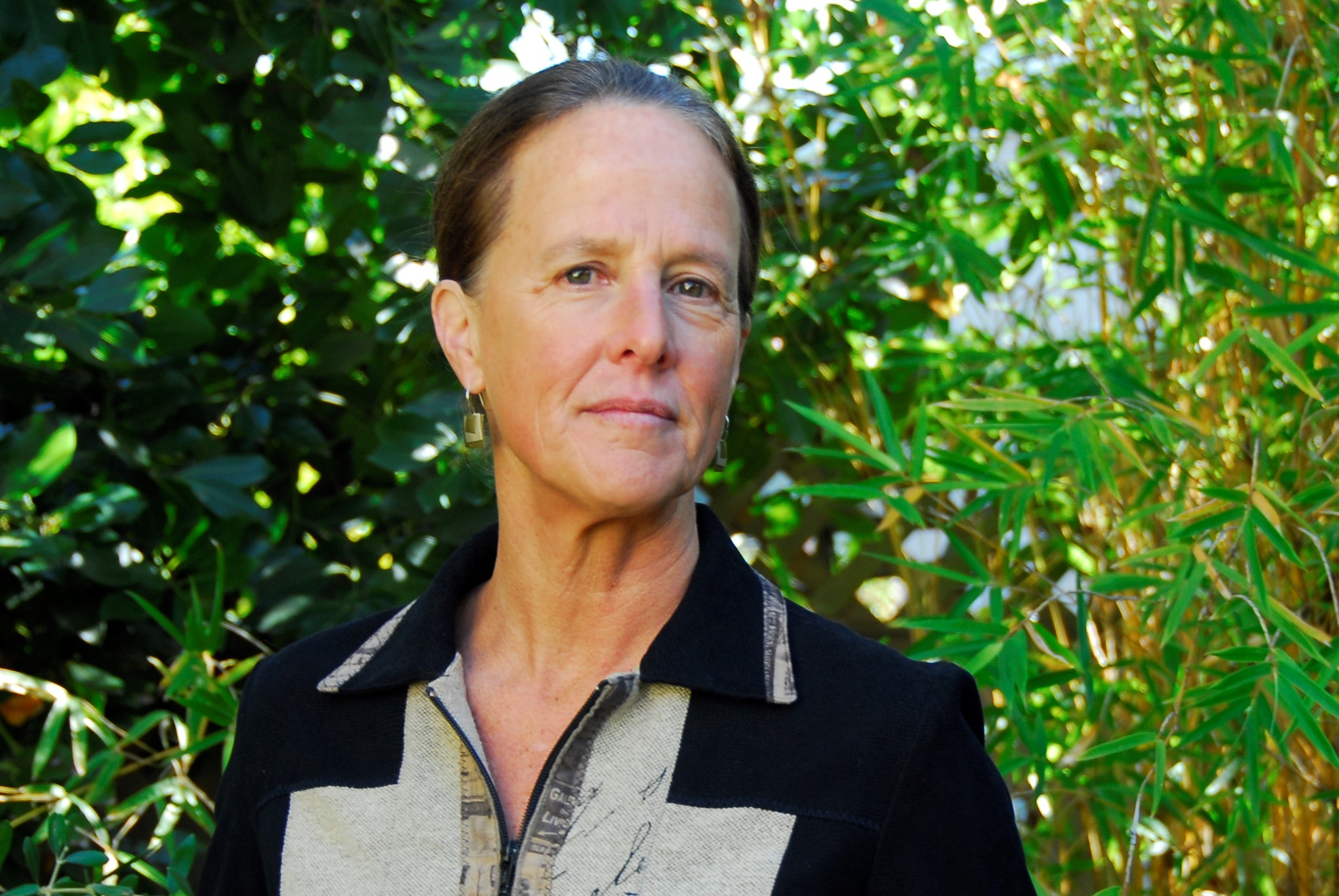
Brown in Berkeley, 2016

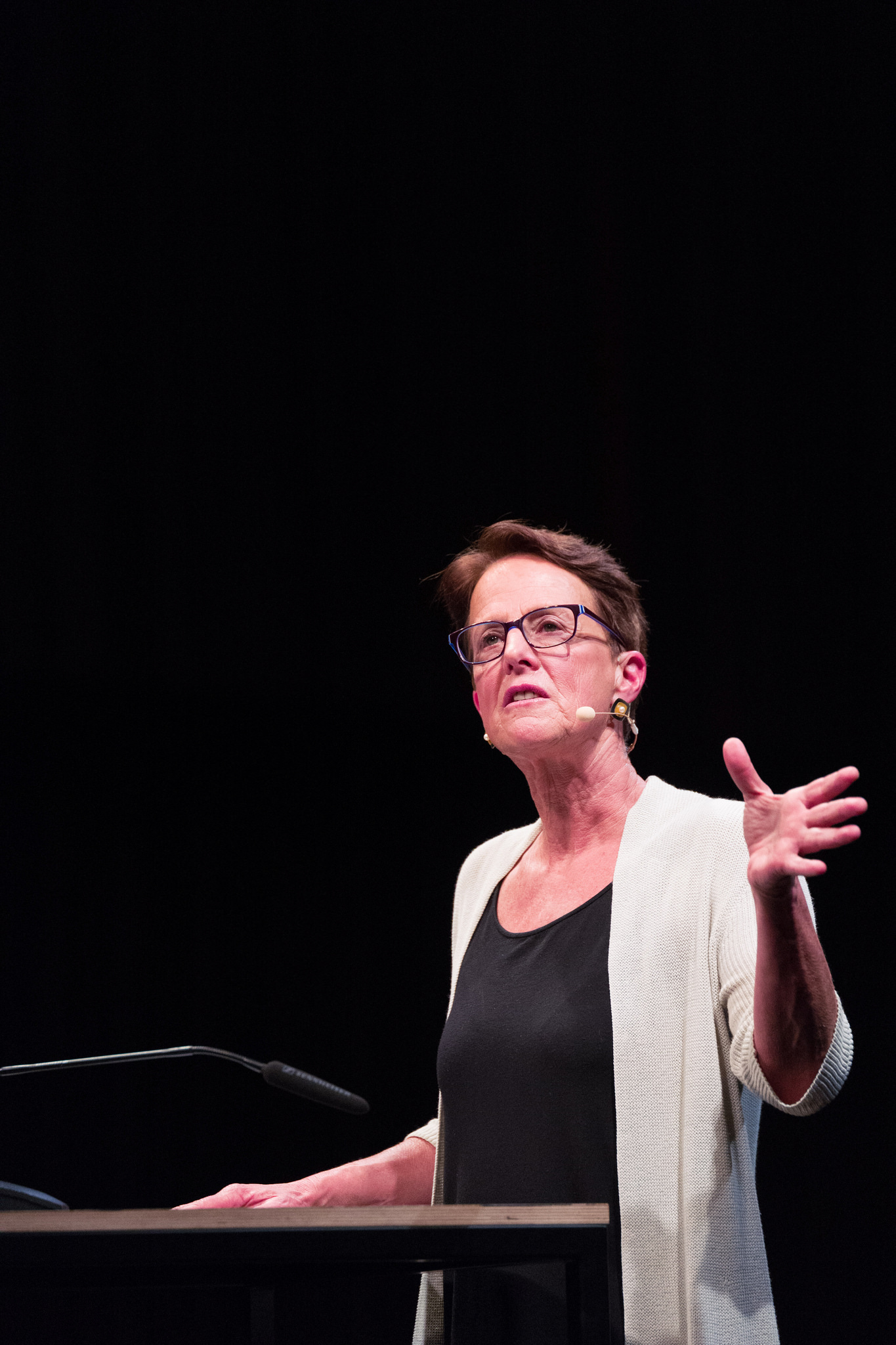
Berlin 2017

Wendy L. Brown (* 28. November 1955) ist eine US-amerikanische Politologin, die in der Tradition der Kritischen Theorie schreibt und in Berkeley lehrt.

## Leben
Brown absolvierte ein Studium der Politikwissenschaft und Ökonomie an der University of California, Santa Cruz (UC Santa Cruz) sowie Philosophie an der Princeton University. Ihre Promotion erfolgte 1983 in Princeton. Im Anschluss übte sie Lehrtätigkeiten am Williams College und an der UC Santa Cruz aus.
Brown arbeitet im Bereich der Politischen Theorie und der Kritischen Theorie sowie Geschlechterforschung an der University of California, Berkeley, wo sie seit 1999 als First Professor of Political Science lehrt. Sie gilt als Schülerin von Sheldon Wolin.
Wissenschaftstheoretisch vertritt Brown einen Poststrukturalistischen Zugang. Sie greift vor allem auf diskursanalytische Überlegungen von Michel Foucault zurück, argumentiert aber auch mit Ansätzen von Karl Marx und Max Weber.
Im Dezember 2008 fand eine Debatte zwischen Wendy Brown und Rainer Forst beim ICI Berlin statt.
Im Mai 2011 hielt Brown den Vortrag Is Marx (Capital) Secular? an der Humboldt-Universität zu Berlin, ein Thema ihrer aktuellen Forschung zum Verhältnis von Marxismus und Religion. Ihr Buch Walled States, Waning Sovereignty wurde 2012 mit dem David Easton Price in Political Theory ausgezeichnet. 2022 wurde Brown in die American Academy of Arts and Sciences gewählt.
Im Berliner Haus der Kulturen der Welt hielt 2017 Wendy Brown die vierte Democracy Lecture – nach Thomas Piketty (2014), Naomi Klein (2015) und Paul Mason (2016) – mit dem Titel „Demokratie unter Beschuss: Der apokalyptische Populismus“. In den letzten Jahren sind mehrere Zeitungs- und Fernsehen-Interviews mit Brown in den deutschen Medien erschienen.
Brown unterstützte als Kritikerin des Neoliberalismus die Occupy-Wall-Street-Bewegung. Browns Publikationen wurden in mehr als 20 Sprachen übersetzt.
Brown lebt mit der Philosophin Judith Butler zusammen.

## Schriften (auf Deutsch)
- Nihilistische Zeiten. Denken mit Max Weber. Aus dem Amerikanischen von Christine Pries, suhrkamp, Berlin 2023, ISBN 978-3-518-58803-1.
- Das Monster des Neoliberalismus. Autoritäre Freiheit in den 'Demokratien' des 21. Jahrhunderts. In: Ulf Bohmann, Paul Sörensen (Hrsg.): Kritische Theorie der Politik. Suhrkamp, Berlin 2019, S. 539–576, ISBN 978-3-518-29863-3.
- Mauern: Die neue Abschottung und der Niedergang der Souveränität. Übersetzung von Frank Lachmann (Suhrkamp Verlag, März 2018).
- Demokratie unter Beschuss: Donald Trump und der apokalyptische Populismus, in: Blätter für deutsche und internationale Politik 8 (2017).
- Was nach dem Imperium kommt, ist die große Frage, in: Blätter für deutsche und internationale Politik 8 (2017).
- Investiere Dich! Wendy Brown im Gespräch mit Isabelle Graw, in Texte Zur Kunst, Heft Nr. 104 (2016).
- Der totale Homo oeconomicus. Wie der Neoliberalismus den Souverän abschafft, in: Blätter für deutsche und internationale Politik 2015/12. S. 69–82.
- Die schleichende Revolution. Wie der Neoliberalismus die Demokratie zerstört. Übersetzung Jürgen Schröder. Suhrkamp, Berlin 2015, ISBN 978-3-518-58681-5
- Wie säkular ist Marx’ „Kapital“? In Nach Marx: Philosophie, Kritik, Praxis. Hrsg. Rahel Jaeggi und Daniel Loick, Berlin (Suhrkamp), 2013.
- Wir sind jetzt alle Demokraten, aus dem Englischen von Frank Born. In: Giorgio Agamben, Alain Badiou, Slavoj Žižek, Jacques Rancière, Jean-Luc Nancy, Wendy Brown, Daniel Bensaïd, Kristin Ross: Demokratie? : Eine Debatte. Berlin : Suhrkamp, 2012.
- Die Paradoxien der Rechte ertragen. In: Die Revolution der Menschenrechte. Grundlegende Texte zu einem neuen Begriff des Politischen. Herausgegeben von Christoph Menke und Francesca Raimondi. Suhrkamp Verlag (2011).
- Reflexionen über Toleranz im Zeitalter der Identität. In: Toleranz: Philosophische Grundlagen und gesellschaftliche Praxis einer umstrittenen Tugend. Hrsg. Rainer Forst (Campus Verlag, 2000).

### Bücher (auf Englisch)
- 2023 Nihilistic Times. Thinking with Max Weber
- 2019 In the Ruins of Neoliberalism: The Rise of Antidemocratic Politics in the West
- 2015 Undoing the Demos: Neoliberalism’s Stealth Revolution
- 2014 The Power of Tolerance: A Debate, Wendy Brown und Rainer Forst (Hrsg. Luca Di Blasi und Christoph F. E. Holzhey)
- 2011 Is Critique Secular?, mit Asad, Butler and Mahmood
- 2010 Walled States, Waning Sovereignty
- 2006 Regulating Aversion: Tolerance in the Age of Identity and Empire
- 2005 Edgework: Critical Essays in Knowledge and Politics
- 2002 Left Legalism/Left Critique (als Hrsg. mit Janet Halley)
- 2001 Politics Out of History[13]
- 1995 States of Injury: Power and Freedom in Late Modernity
- 1988 Manhood and Politics: A Feminist Reading in Political Thought